# ماجد الهزانی
ماجد الهزانی (انگلیسی: Majed Al-Hazzani؛ زادهٔ ۲۳ ژانویهٔ ۱۹۸۳) یک ورزشکار اهل عربستان سعودی است.
از باشگاه‌هایی که در آن بازی کرده‌است می‌توان به باشگاه فوتبال الوحده عربستان سعودی اشاره کرد.